# Andelskasse
 Der er for få eller ingen kildehenvisninger i denne artikel, hvilket er et problem. Du kan hjælpe ved at angive troværdige kilder til de påstande, som fremføres i artiklen.

En andelskasse er et pengeinstitut i lighed med en bank og en sparekasse. ”Andelskassen” er endvidere navn/brand for banken Danske Andelskassers Bank, der er en sammenslutning af en lang række tidligere andelskasser og er nærmere omtalt under omtalen af Danske Andelskassers Bank.
Forskellen på andelskasser, sparekasser og banker er ejerformen. Andelskasserne har sit udspring i andelsbevægelsen, og andelskasserne er således ejet af andelshavere, der typisk er kunder og har indflydelse ud fra princippet om ”én mand, én stemme”. Banker er drevet af aktieselskaber, der er ejet af aktionærer, og sparekasser er ofte selvejende virksomheder, hvor garanter har indskudt ansvarlig kapital. Mange sparekasser er dog gennem tiden omdannet fra selvejende virksomheder til aktieselskaber.
Den første danske andelskasse blev stiftet i Outrup i 1915 ud fra et ønske om at beholde de lokale pengesager lokalt i stedet for, at borgerne skulle søge til de større byer og borgerskabets banker. Eller som det lød fra idémanden og stifteren Niels H. Jessen:
”Hvor meningsløst er det, at Andelsfolk sætter deres Sparepenge i Aktiebankerne og Sparekasserne i Byerne og derved øger disse Foretagenders Magt. Bagefter kommer de samme Andelsfolk i Flok og Følge og ønsker Laan til deres Fællsforetagende hos disse Pengeinstitutter, beder om at faa deres egne Penge som Laan, faar dem somme Tider til klækkeligt forhøjet Rente, men faar ogsaa ofte rent Afslag.” (Andelsbladet i 1915)
I dag er de danske andelskasser enten mindre og lokalt forankrede pengeinstitutter, hvor grundtankerne fra Outrup Andelskasse er bevaret, eller mindre pengeinstitutter med et særligt etisk eller bæredygtigt fokus. Eksempler på førstnævnte type er Frørup Andelskasse og Faster Andelskasse, mens eksempler på sidstnævnte type er Merkur Andelskasse, Andelskassen Fælleskassen og Andelskassen Oikos.

## Historie
Den første danske andelskasse blev stiftet i Outrup i 1915 og fik navnet "Andelskassen for Outrup Sogn med nærmeste omegn". Baggrunden for stiftelsen var især, at Outrup Brugsforening i forvejen opererede med andelshavere, der skød penge ind, og efterhånden var blevet så velkonsolideret, at foreningen kunne låne penge ud til medlemmernes indkøb. Samtidigt var stifterne bag andelskassen – ikke mindst gårdejer Niels Henrik Jensen, der blev den første formand – inspireret af de tyske Raiffeisenkasser.
Andelskassetanken greb hurtigt om sig. Ved udgangen af 1919 var der således 71 andelskasser i Danmark, og året efter blev 26 tyske Raiffeisenkasser endvidere en del af Danmark i forbindelse med genforeningen med Sønderjylland. Grundideen i de danske andelskasser var, at man ved at betale et indskud fik mulighed for at låne penge.
Da den første danske banklov blev vedtaget i 1919 omfattede den ikke andelskasserne, da disse blev betegnet som lokale foreninger. Bankloven definerede, hvad bankerne måtte foretage sig, og for andelskasserne var det især interessant, at revision af regnskaber ikke blev regnet som en bankforretning.
I 1921 blev der taget initiativ til dannelsen af en forening for andelskasserne, og da Danske Andelskasser holdt sin første generalforsamling i 1922 var 31 andelskasser med i foreningen. Ved udgangen af 1922 var antallet steget til 48.
Allerede i 1924 var der planer om en revision af bankloven, så andelskasserne også blev omfattet af den. Landsforeningen Danske Andelskasser og andelskasserne i almindelighed gjorde meget for at undgå dette, og ved lovens vedtagelse i 1930 omfattede den ikke andelskasserne. Der skulle imidlertid kun gå fire år, før der igen var planer om at ændre bankloven, men endnu engang lykkedes det andelskasserne at holde sig ude af loven takket været en dispensation til foreninger, som kun fungerede i det sogn, foreningen hørte hjemme samt nabosognene. 1934 blev også året, hvor Danske Andelskasser blev medlem af De samvirkende danske Andelsselskaber og Andelsudvalget. Dermed blev andelskasserne for alvor en del af "familien andelsbevægelse."
Efter den heftige begyndelse, hvor andelskasserne skød frem i ekspresfart, gik det mere stille for sig gennem 1920’erne og 1930’erne. Under og efter 2. verdenskrig blev der imidlertid startet flere andelskasser, og da flere eksisterende meldte sig ind i Danske Andelskasser, nåede det samlede medlemstal op på 58 andelskasser i 1960.
Årene efter krigen bød på travlhed i andelskasserne, der lånte penge ud til etablering af landbrug, frysehuse og elektricitetsværker med mere. Den stigende aktivitet betød, at mange andelskasser blev nødt til ansætte medarbejdere – arbejdet var hidtil var blevet passet af de folkevalgte. Landbrugets hastige udvikling i disse år betød, at Folketinget gerne ville fremme den private opsparing, og derfor vedtog man i 1956 en lov om særlige indskud på præmieindskudskonti.
I loven var indføjet at andelskasserne i Danske Andelskasser kunne modtage indskuddene, hvilket senere skulle få stor betydning i forbindelse med blandt andet børneopsparinger.
Det var imidlertid stadig ikke alle opsparingsformer, andelskasserne kunne tilbyde, og efter at man siden den første banklov havde arbejdet på at holde sig ude af den, begyndte Danske Andelskasser i slutningen af 1950'erne at arbejde for en lovændring, så andelskasserne blev sidestillet med banker og sparekasser. Politikerne mente imidlertid ikke, det var nødvendigt at lovgive på dette område.
På generalforsamlingen i Danske Andelskasser i 1963 blev en række vedtægtsændringer vedtaget, hvilket blandt andet betød, at Danske Andelskassers bestyrelse fik flere beføjelser for bedre at kunne varetage andelskassernes interesser. I sin formandsberetning sagde den afgående formand Christian M. Pedersen, at det burde være et mål for andelskasserne, at der blev lovgivet om dem, som der var om banker og sparekasser.[kilde mangler]
I slutningen af 1960’erne lykkedes det for Danske Andelskasser at få de sidste andelskasser, der havde valgt ikke at være med i foreningen, med. For første gang repræsenterede Danske Andelskasser altså også af gavn alle danske andelskasser. I samme periode besluttede andelskasserne sig for at etablere deres egen bank, så de blandt andet kunne tilbyde kunderne boligopsparing og studielån, ligesom andelskasserne ville kunne hjemtage lån fra Dansk Landbrugs Realkreditfond. Danske Andelskassers Indskuds- og Lånebank a.m.b.a. åbnede i Hammershøj i 1970 og ændrede efter et par år navn til Danske Andelskassers Bank.
Hvor det hidtil havde været dansk lovgivning, andelskasserne skulle forholde sig til, kom EF til at spille en stor rolle i 1977. Ministerrådet vedtog et direktiv, der stillede så store krav til pengeinstitutters kapitalgrundlag, at de færreste andelskasser ville kunne leve op til kravene.
Mange møder og diskussioner fulgte, men løsningen for andelskasserne blev fundet i Holland, hvor en lang række andelskasser havde organiseret sig i den såkaldte rabo-ordning. Ordningen gik ud på, at andelskasserne havde en central overbygning og derved fungerede som et sammenhængende pengeinstitut. EF-direktivet gav medlemslandene en frist til udgangen af 1982 og mulighed for at forlænge fristen med yderligere tre år.
Alle otte år blev brugt, men 1. januar 1986 var Sammenslutningen Danske Andelskasser en realitet. Servicecentret i forbindelse med Danske Andelskassers Bank blev således til en forpligtende koncernstab med en ansvarlig direktion i spidsen, og Sammenslutningen Danske Andelskasser blev en koncern med pligt til at aflægge et årligt koncernregnskab.
Ikke alle andelskasser var imidlertid enige i, at det var den rigtige vej at gå. I 1983 meldte fire andelskasser sig ud af Danske Andelskasser, og efter en ekstraordinær generalforsamling i 1985 meldte yderligere syv andelskasser sig ud.
Sammenslutningen Danske Andelskasser bestod ved sin fødsel af 47 andelskasser, og den nye struktur betød, at andelskasserne blev sidestillet med banker og sparekasser.
Efter en række sammenlægninger bestod Sammenslutningen Danske Andelskasser i 2011 af 16 andelskasser, og disse fusionerede samme år med Danske Andelskassers Bank og fortsatte under sidstnævnte navn.

## Oversigt over danske andelskasser
Der findes en række andelskasser i Danmark:
- Andelskassen Oikos
- Faster Andelskasse
- Frørup Andelskasse
- Fælleskassen
- Merkur Andelskasse